# X-Press 2
X-Press 2 actualmente es un dúo británico de música electrónica. Está integrado por DJ Diesel (Darren House) y DJ Rocky (Darren Rock), también conocido como Problem Kids. Ashley Beedle formó parte de la banda hasta el año 2009, y se alejó para seguir su proyecto en solitario. Beedle también integró la agrupación Black Science Orchestra.

## Biografía
En 1986, se conocieron Rocky y Diesel, y tiempo después, se encuentran con Ashley Beedle, en una tienda musical, Black Market de Londres donde Beedle trabajaba. En 1992, el sello independiente Junior Boy's Own, puso a prueba a Rocky y a Diesel con el lanzamiento de un sencillo. En él, contaron con la colaboración de Ashley. Ese sencillo era Muzik X-Press, a pesar de su lanzamiento, el trío no quedó del todo satisfecho con el resultado. No así Terry Farley, por entonces uno de los referentes del sello, quedó impresionado con la producción. El año 1993, sería clave para el grupo. Después de su exitoso debut, volvieron con London X-Press, completando con la trilogía de maxis con Say What!. 
En el transcurso de la década del 90, la banda siguió publicando material bajo varios seudónimos. Los proyectos paralelos del grupo, Ballistic Brothers o Problem Kids, han mantenido en estado de inactividad a X-Press 2. El sencillo AC/DC lanzado por Skint en el 2000, los devuelve nuevamente al centro de la escena dance.
Ese año firman con la discográfica con sede en Brighton, Skint Records, que aún hasta la fecha siguen lanzando sus producciones. Los tres primeros sencillos lanzados por el sello que también pública los trabajos de Fatboy Slim (AC/DC, Muzikizum y Smoke Machine) les permitirá lanzar su primer álbum larga duración: Muzikizum. En él, se incluye el máximo éxito de su trayectoria, Lazy. Cuenta con la participación del líder de Talking Heads, David Byrne, en las voces. Fue lanzado como sencillo en 2002, y llegó a alcanzar la primera ubicación en el Billboard Hot Dance Club Play y la segunda posición del UK Singles Chart.
Su segundo álbum de estudio Makeshift Feelgood fue lanzado en 2006, y contiene la participación del cantante de The Polyphonic Spree, Tim DeLaughter, Anthony Roman de Radio 4, Kissing the Pink, entre otros. Se destacan un par de sencillos de este álbum. Give It, fue lanzado en 2005 e incluye la colaboración de Kurt Wagner de la banda de country alternativo Lambchop, y supo ingresar en el UK Singles Chart y logró ubicarse en la posición #33. Su segundo sencillo Kill 100, cuenta con la colaboración del cantante de la banda británica de indie The Music, Rob Harvey. Se colocó en la ubicación #59 del UK Singles Chart.
Durante el 2009, la banda sufre el alejamiento de Ashley Beedle, para centrarse en proyectos como solista, quedando formada simplemente como un dúo.
Pasaron seis años del lanzamiento de Makeshift Feelgood y en 2012, deciden lanzar su tercer álbum titulado The House Of X-Press 2. Cuenta con una serie de vocalistas invitados y productores. Alison Limerick, James Yuill, Roland Clark, Rob Harvey, quien ya había colaborado en su anterior álbum, son algunos de los vocalistas invitados. Mientras que Timo García, Tim Deluxe y Analog People In A Digital World son los productores que intervinieron en el álbum.

## Discografía

### Álbumes
En estudio
- 2002: Muzikizum - UK #15
- 2006: Makeshift Feelgood[5]
- 2012: The House Of X-Press 2

Compilaciones
- Raise Your Hands - The Greatest Hits (2008)

### Sencillos
- 1993: "London X-Press" - UK #59
- 1993: "Say What!" - UK #32
- 1994: "Rock 2 House" / "Hip Housin'" - UK #55
- 1996: "The Sound" - UK #38
- 1996: "Tranz Euro Xpress" - UK #45
- 2000: "AC/ DC" - UK #60
- 2001: "Muzikizum" - UK #52
- 2001: "Smoke Machine"  - UK #43
- 2002: "Lazy" (con David Byrne) - UK #2[5]
- 2002: "I Want You Back" (con Dieter Meier)- UK #50
- 2005: "Give It" (con Kurt Wagner) - UK #33[5]
- 2006: "Kill 100" (con Rob Harvey) - UK #59
- 2007: "Witchi Tai To" (con Tim DeLaughter)
- 2009: "Now I'm On It"
- 2010: "Time" (con James Yuill)
- 2010: "Opulence / Down The Whole"
- 2010: "Tone Head Chemistry / Siren Track" (con Tim Deluxe)
- 2011: "Burnin / Made In Soho" (con Tim Deluxe)
- 2011: "Get On You"
- 2011: "Frayed of the Light" (con Timo García & Amber Jolene)
- 2012: "Let Love Decide" (con Roland Clark)
- 2012: "Employee Of The Year" (con Djuma Soundsystem & David Mensah)
- 2012: "In The Blood" (con Alison Limerick)
- 2012: "Shock Your Head / It's A Body Jam" (con Tim Deluxe)
- 2012: "Million Miles Away" (con Roland Clark)

### Remixes
| 2012: - The 2 Bears – The Birds & The Bees - DJ Chus & Sonny Wharton feat. El Chino DreadLion – Runnin' - Kid Culture feat. Rene Engel – Visions (X-Press 2 Hypnotic Machine Remix) 2011: - Martin Patiño – Hommage A La Sodomie - Moguai – Get Fresh - Darren Emerson – Hard For Slow (X-Press 2 Dub) - Tom De Neef feat. Keithen Carter – Yupiter (I Want You) 2010: - Uner – Day One - Tony Senghore – Trojan - Håkan Lidbo Feat. Melpo Mene – My Mind Is Walking 2008: - The Little Ones – Ordinary Song (X-Press 2 Remix Full Length) 2006: - Faithless – Bombs (X Press 2's TNT Mix) - Cass Fox – Touch Me (X-Press 2's Rave and Bleep Vocal) - Missy Elliott – We Run This (X-Press 2's Rave 'N' Bleep Mix) - Shawn Emanuel – Slow It Down (X-Press 2's R&B Remix) - Ying Yang Twins feat. Pitbull & Elephant Man – Shake (Xpress 2 Mixes) - Nitzer Ebb – Join In The Chant (Xpress 2 Remix) 2005: - Fatboy Slim – Mi Bebé Masoquista (X-Press 2 Remix) - The Juan MacLean – Give Me Every Little Thing (Muzik X-Press Remix) 2004: - Britney Spears – My Prerogative 2003: - Kelis – Trick Me (X-Press 2 Remix) - Kelis – Milkshake (X-Press 2 Triple Thick Mix) 2002: - 16th Element – Warp (X-Press 2 4am At Fabric Mix) - David Byrne – U.B. Jesus - Big Bang Theory – God's Child (X-Press 2's Saturday Night Mass Remix) 2001: - Golden Boy with Miss Kittin – Rippin Kittin (X-Press 2 Late Night Homicide Mix) - Rec Rangers – Toot Toot, Hey, Beep Beep (Razzle Dazzle Remix) - Sister Bliss Feat. John Martyn – Deliver Me | 2000: - Fatboy Slim – Star 69 (X-Press 2 Wine Em, Dine Em & 69 Em Remix) - Green Velvet – Answering Machine (X-Press 2 Direct Line Mix) - Wayward Soul – DJ Friendly (The Deep Way / The Hard Way) - Cevin Fisher feat. Ramona Keller – It's A Good Life - PQM – The Flying Song - DJ Pierre – Wet Dreams (X-Press 2's Self Abuse Remix) 1999: - Shauna Solomon – Whatcha Gonna Do 1998: - Maurice Fulton Pres. Melonsniffers – I Want To Talk (X-Press 2 Primary Skool Mix) - Junior Delgado – Hypocrites (Stand Firm - X-Press 2 Mix) - Club Vinyl – Get Nervous 1997: - Ballistic Brothers – Blacker 1996: - Armand Van Helden – The Funk Phenomena (X-Press 2 Loop & Activate) - Olive – You're Not Alone (X-Press 2's Voyage Mix) - Wayward Minds – Homeland (Xpressive Journey Mix) - Trancesetters – The Search (Trans Euro X-Press Remix) - Dubstar – Stars - Criminal Element – Go Around (X-Press 2 Way 2 Deep Mix) 1995: - Marc Almond – Adored and Explored - Marc Almond – The Idol (Teenage Dream Mix) - Sunscreem – Exodus (One Drop Acid Mix) - D*Note – The Garden of Earthly Delights - Dreadzone – Captain Dread - Chuggles – Thank You 1994: - Progression – Reach Further (The X-Press 2 Reconstruction) - Indian Vibes – Mathar - Roc & Kato – Jungle Kisses (Shewoshewa Transaxual Tribe Mix / Homodustrial Mix) - River Ocean Feat. India – Love & Happiness (Junior Boys Own Super Dub) - The MD X-Spress – God Made Me Phunky - Freak Power – Rush (X-Pressive Superdub) - Gerideau – Take A Stand For Love (The X-Pressive Vocal) - Submission – Do It Harder 1993: - DJ Duke – Blow Your Whistle - Fire Island feat. Love Nelson – There But for the Grace of God - Shades Of Rhythm – Sound Of Eden 1992: - Blake Baxter – Touch Me (The X-Press 2 Blue Mix) |